# الاحتلال الإسرائيلي لقطاع غزة

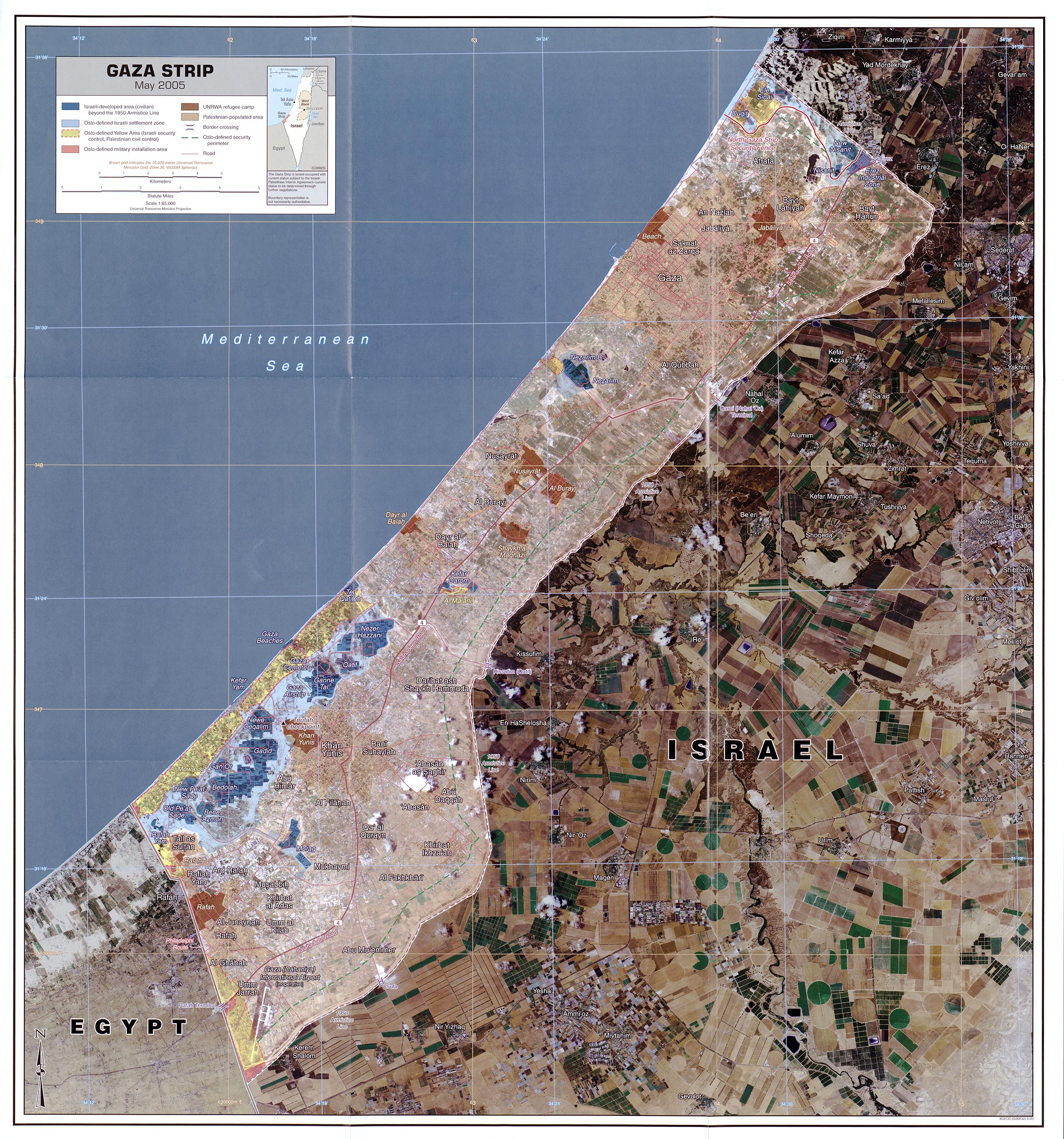
خريطة قطاع غزة في مايو 2005، قبل أشهر قليلة من الانسحاب الإسرائيلي. وكانت الكتل الاستيطانية الرئيسية هي المناطق المظللة باللون الأزرق في هذه الخريطة.

خضع قطاع غزة للاحتلال العسكري الإسرائيلي منذ السادس من يونيو سنة 1967م، حينما استولت القوات الإسرائيلية على المنطقة التي كانت تحت إدارة مصر آنذاك، وذلك خلال حرب الأيام الستة. وعلى الرغم من انسحاب إسرائيل من جانب واحد من قطاع غزة عام 2005م، إلا أن الأمم المتحدة ومنظمات حقوق الإنسان الدولية والعديد من الباحثين القانونيين يعتبرون أن قطاع غزة لا يزال خاضعًا للاحتلال العسكري الإسرائيلي، حيث ما تزال إسرائيل تحتفظ بالسيطرة المباشرة على المجال الجوي والبحري لغزة، وعلى ستة من المعابر البرية السبعة في غزة، وعلى المنطقة العازلة المحظورة داخل القطاع، وعلى سجلات السكان الفلسطينيين.
وتزعم إسرائيل والولايات المتحدة أن إسرائيل "تنازلت عن السيطرة الفعلية المطلوبة بموجب التعريف القانوني للاحتلال" عند انسحابها في عام 2005. فيما تواصل إسرائيل بدعم من مصر فرض حصار على قطاع غزة مما يحد من حركة البضائع والأشخاص من وإلى قطاع غزة. وقد تم تصنيف الحصار على أنه شكل من أشكال الاحتلال والعقاب الجماعي غير القانوني.

## التاريخ

### 1967-1993 الإدارة العسكرية الإسرائيلية
في يونيو 1967، وأثناء حرب الأيام الستة، فرض جيش الاحتلال الإسرائيلي سيطرته على قطاع غزة. ووفقًا للمؤرخ توم سيغيف، فقد كانت فكرة ترحيل السكان الفلسطينيين من المنطقة عنصرًا ثابتًا في الفكر الصهيوني منذ أزمنة سبقت الحرب. وفي ديسمبر من العام نفسه، وخلال جلسة لمجلس الوزراء الأمني ناقشت مصير السكان العرب في الأراضي المحتلة حديثًا، اقترح رئيس الوزراء ليفي أشكول اتخاذ إجراءات منها تقليص وصول أهل غزة للمياه كوسيلة لدفعهم لمغادرة المنطقة. وبناء على تلك الجلسة، نفذت عدة تدابير، منها منح حوافز مادية للسكان الغزاويين للتفكير بالهجرة إلى مناطق أخرى. وعلى أثر الانتصار العسكري المذكور، أسست إسرائيل أولى كتلها الاستيطانية في غزة، أطلق عليها اسم غوش قطيف وتقع في الجنوب الغربي للقطاع بالقرب من رفح والحدود المصرية. الجدير بالذكر أن هذا الموقع كان يمثل سابقًا كيبوتساً صغيرًا اسمه كفار داروم تواجد لمدة ثمانية عشر شهرًا بين عامي 1946 و1948. ومنذ ذاك الحين وحتى 2005، أنشأت إسرائيل إحدى وعشرين مستوطنة في غزة، شكلت ما نسبته 20% من مجمل أراضي القطاع.

### 2005: الانسحاب الإسرائيلي من غزة
انسحاب إسرائيل من قطاع غزة هو الانسحاب الأحادي لجميع قوات الأمن الإسرائيلية والمستوطنات من قطاع غزة في أغسطس-سبتمبر 2005. اقترح رئيس الوزراء آرييل شارون الانسحاب في عام 2003، واعتمده الحكومة في يونيو 2004، ووافق عليه الكنيست في فبراير 2005 كقانون تنفيذ خطة الانسحاب. كانت دوافع الانسحاب وفقًا لمساعد شارون الأولى هي عزل غزة وتجنب الضغط الدولي على إسرائيل للوصول إلى تسوية سياسية مع الفلسطينيين. تم تنفيذ خطة الانسحاب في أغسطس 2005 واكتملت في سبتمبر 2005. أجبرت القوات الأمنية الإسرائيلية، على مدى عدة أيام، المستوطنين الذين رفضوا قبول حزم التعويض الحكومية وإخلاء منازلهم بشكل طوعي قبل الموعد المحدد في 15 أغسطس 2005. تم الإخلاء من جميع السكان الإسرائيليين، وهدم المباني السكنية الإسرائيلية، وإخلاء الأمان المرتبط من قطاع غزة بحلول 12 سبتمبر 2005.
وأعلن الجيش الإسرائيلي أنه سيسحب معظم قواته من خان يونس، على الرغم من أن "قوة كبيرة" ستواصل العمل في مناطق أخرى من غزة. وقد انسحبت هذه القوات من جنوب قطاع غزة، بما فيه خان يونس، وسط تقارير متضاربة حول حجم ومدة خطة الانفصال.
وأعلن الجيش الإسرائيلي، في بيان صدر الأحد 7 إبريل، أن الفرقة 98 رينجر أنهت مهمتها في خان يونس، وأن الفرقة غادرت قطاع غزة للتعافي والاستعداد للعمليات المستقبلية. وجاء في البيان أيضًا أن "قوة كبيرة بقيادة الفرقة 162 ولواء ناحال ستواصل العمل في قطاع غزة وستحافظ على حرية عمل الجيش الإسرائيلي وقدرته على إجراء عمليات استخباراتية دقيقة".

### 2023 إلى الوقت الحاضر

الوضع العسكري الراهن في قطاع غزة:

في مطلع شهر يناير من عام 2024، خلال الحرب الفلسطينية الإسرائيلية، أعادت إسرائيل احتلال معظم شمال قطاع غزة، مدعيةً تفكيكها لـ 12 كتيبة من كتائب عز الدين القسام في السابع من يناير. أدى ذلك إلى اندلاع تمرد في شمال قطاع غزة، وبدء إعادة الاحتلال الإسرائيلي للقطاع بعد مرور حوالي تسعة عشر عامًا على انسحابها منه في عام 2005، وذلك بعد مقاومة شديدة من قبل الفلسطينيين. على الرغم من ذلك ظلت إسرائيل تفرض حصارًا على قطاع غزة بشكل مستمر منذ عام 2007.
في بداية الحرب أوضحت إسرائيل أن السيطرة على قطاع غزة هي أحد أهدافها الرئيسية. وفي أواخر يناير من عام 2024 صرح بنيامين نتنياهو بأنه "لن يتنازل عن السيطرة الإسرائيلية الكاملة" على غزة.
في مارس 2024 بدأت إسرائيل في اقتطاع الأراضي الزراعية وهدم منازل ومدارس الفلسطينيين في قطاع غزة، وذلك لإنشاء منطقة عازلة جديدة، تهدف لمنع الفلسطينيين من دخولها.
ردًا على ذلك، بدأت قوات إسرائيل هجومها باستعادة السيطرة على المستوطنات التي سبق لقوات حماس السيطرة عليها، وشن هجمات انتقامية قبل أن تعلن الحرب رسميًا على حماس في اليوم التالي. كما نَفَّذَت غارات جوية على قطاع غزة، وأعلنت حالة الحرب وشددت حصارها وشنت واحدة من أكثر حملات القصف دموية وتدميرًا في التاريخ الحديث، بعد مرور أكثر من ثمانية أشهر من الحرب، ارتفع عدد قتلى هذا الهجوم الإسرائيلي إلى أكثر من 39,000 فلسطينيًا غالبيتهم من النساء والأطفال، حيث بلغ عدد الأطفال القتلى أكثر من 15,500 من أطفال غزة، مما أدى إلى إدراج إسرائيل ضمن القائمة السوداء للدول التي تقتل الأطفال. وبلغ عدد الجرحى أكثر من 90,000. بالإضافة إلى أكثر من 10,000 آخرين في عداد المفقودين ومحاصرون تحت الأنقاض. وأفادت الأمم المتحدة أن جميع السكان الفلسطينيين في قطاع غزة البالغ عددهم 2.3 مليون نسمة تقريبًا قد نزحوا داخلياً. وتزايدت المخاوف من حدوث أزمة إنسانية بعد أن قطعت إسرائيل إمدادات الغذاء والمياه والكهرباء والوقود عن غزة، التي كانت بالفعل محاصرة من قبل حكومة إسرائيل التي هددت بقصف اي مساعدات إنسانية تدخل إلى القطاع. وأرسلت إسرائيل رسائل تحث مليوناً ومئة ألف شخص من سكان غزة على إخلاء شمال غزة إلى الجانب المصري في سيناء، وهو ما رفضته مصر بشدة، حيث يعتبر هذا تهجيراً قسرياً من شأنه أن يرقى إلى جريمة حرب. فيما دعت الأمم المتحدة والعديد من الدول إلى وقف فوري لإطلاق النار. ودعت جماعات حقوق الإنسان إلى استيعاب لاجئي غزة بسبب الحرب.

### القرار
قبل أن تزور إسرائيل، قامت المنظمة بتوضيح الصورة التي ساعدتها في ذلك، وقد تم تصنيف هذه المقالة في قسمين: واحدة تتضمن لغات فلسفية وأخرى تختلف بشكل كبير عن اليهودية والتي ساعدت بشكل واضح على هذه المنطقة بدون تاريخ.
ومع ذلك، فقد تم منع تنفيذ هذه التعديلات على المجموعات والمواقع العربية بعد تصوير هذه القطعة. في عام 1948، أعلنت إسرائيل استقلالها وحربها في هذا البلد والشعوب العربية كلها. في هذه الحرب، التي اشتهرت فيها الحرب الأولى في إسرائيل وإسرائيل، بدأت إسرائيل في غزو الأراضي الفلسطينية، وفي باين هذه الحرب، تم اكتشاف رتبتها 77 مليونًا منذ عام 1947. في حرب يونيو 1967، تجدد نوار غزة تحت سيطرة إسرائيل وظل هذا البلد يعمل على مدار العام. في ديسمبر 1987، ظهرت مغامرات ومغامرات في ميانمار الفلسطينية وغزة الإسرائيلية التي تم إطلاق عليها اسم الانتفاضة (به "تكان دادن" باللغة العربية).

## المستوطنات الإسرائيلية
في عام 2005، كان هناك 9000 مستوطن إسرائيلي منتشرين في 21 مستوطنة إسرائيلية في قطاع غزة، بينما كان يعيش هناك حوالي 1.3 مليون فلسطيني. بُنيت أول مستوطنة في عام 1970، بعد فترة وجيزة من احتلال إسرائيل لقطاع غزة عقب حرب الأيام الستة. وقد استحوذ كل مستوطن إسرائيلي على 400 ضعف من الأراضي المتاحة للاجئين الفلسطينيين، وكذلك 20 ضعفًا من حجم المياه المسموح به للفلاحين في القطاع. وفي أعقاب الانفصال عن قطاع غزة في عام 2005، تم إجلاء جميع المستوطنين الإسرائيليين وتفكيك جميع المستوطنات.
في أواخر يناير من عام 2024، أفاد ضابط عسكري إسرائيلي لم يذكر اسمه أن رئيس الوزراء الإسرائيلي بنيامين نتنياهو وغيره من أعضاء الحكومة طلبوا من العسكريين بدء إنشاء قواعد دائمة في قطاع غزة خلال الغزو الإسرائيلي للقطاع في عام 2023.

## أنظر أيضًا
- الأراضي التي تحتلها إسرائيل
- الاحتلال الإسرائيلي للضفة الغربية
- إسرائيل والفصل العنصري
- قائمة المستوطنات الإسرائيلية